# Orobanche korshinskyi
Orobanche korshinskyi är en snyltrotsväxtart som beskrevs av Ivan Vassiljevich Novopokrovsky. Orobanche korshinskyi ingår i släktet snyltrötter, och familjen snyltrotsväxter. Inga underarter finns listade i Catalogue of Life.